# Nová Červená Voda
Nová Červená Voda (něm. Neu Rothwasser, Neu-Rothwasser, Neurothwasser, pol. Nowa Czerwona Woda) je osada (místní část) obce Stará Červená Voda. Na Starou Červenou Vodu navazuje na jejím jižním konci a pokračuje proti toku Červeného potoka směrem k Sokolímu vrchu v nejjižnější části katastru.

## Historie
Nová Červená Voda byla založena krátce před rokem 1560 z podnětu vratislavského biskupství na jih od Staré Červené Vody v dosud zalesněné krajině na horním toku Červeného potoka. V průběhu 15. století totiž ves Červená Voda, jako řada dalších vesnic v okolí, částečně zpustla a biskupové se snažili osídlení postupně obnovit.
V nové vsi bylo založeno i nové rytířské fojtství s Horním dvorem, které bylo nejdůležitější institucí ve vsi, i když většina půdy a poddaných zůstala přímo v majetku biskupství jako součást panství Jánský Vrch. Roku 1625 obdržela statek fojtství nedávno založená jezuitská kolej v Nise, která ho držela až do zrušení řádu roku 1773. Studijní fond, kterému jezuitský majetek připadl, prodal roku 1810 novočervenovodské fojtství hrabatům ze Šternberka. Od nich získali statek roku 1867 Latzelové, kteří jej drželi do roku 1945.
Nová Červená Voda byla jen mírně menší než Stará Červená Voda. Roku 1779 získala vlastní školu. Po zrušení patrimoniální správy a zavedení obecního zřízení roku 1850 byla spojena se Starou Červenou Vodou a výsledná obec nesla zprvu logicky jméno Červená Voda (něm. Rothwasser), ale na konci 19. století převládlo jméno její větší části – Stará Červená Voda.
Se Starou Červenou Vodou sdílela i další osudy.

### Vývoj počtu obyvatel
Počet obyvatel Nové Červené Vody podle sčítání nebo jiných úředních záznamů:
| Rok            | 1836 | 1869 | 1880 | 1890 | 1900 | 1910 | 1921 | 1930 | 1950 | 1961 | 1970 | 1980 | 1991 | 2001 |
| -------------- | ---- | ---- | ---- | ---- | ---- | ---- | ---- | ---- | ---- | ---- | ---- | ---- | ---- | ---- |
| Počet obyvatel | 850  | 812  | 893  | 917  | 868  | 906  | 798  | 791  | 445  | 422  | 327  | 318  | 267  | 243  |

1. ↑  z toho: 782 Němců; 789 řím. kat., 1 evang., 1 bez vyzn.

V Nové Červené Vodě je evidováno 103 adres : 101 číslo popisné (trvalé objekty) a 2 čísla evidenční (dočasné či rekreační objekty). Při sčítání lidu roku 2001 zde bylo napočteno 95 domů, z toho 71 trvale obydlených.

## Fotogalerie

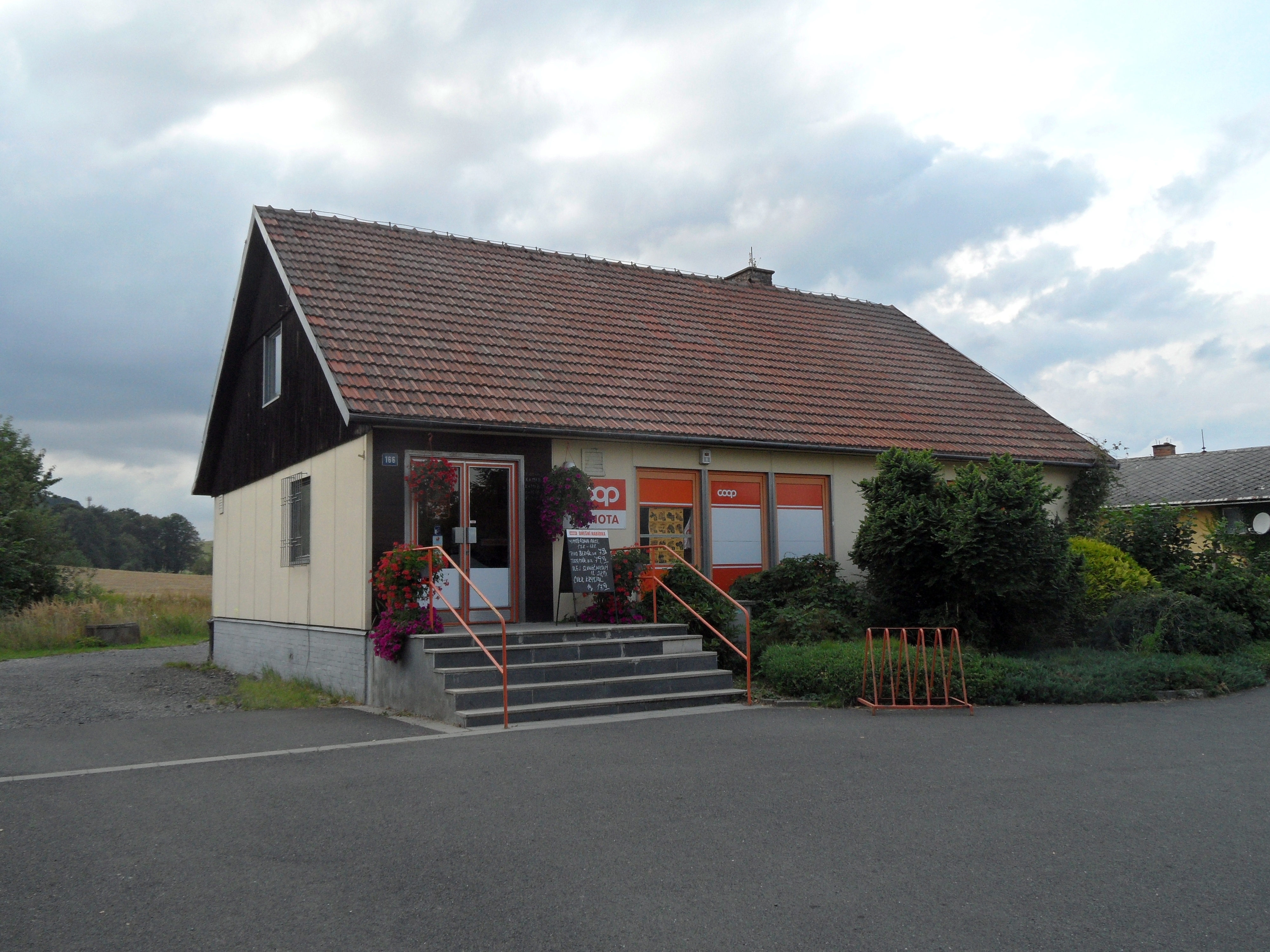
prodejna Coop Jednota
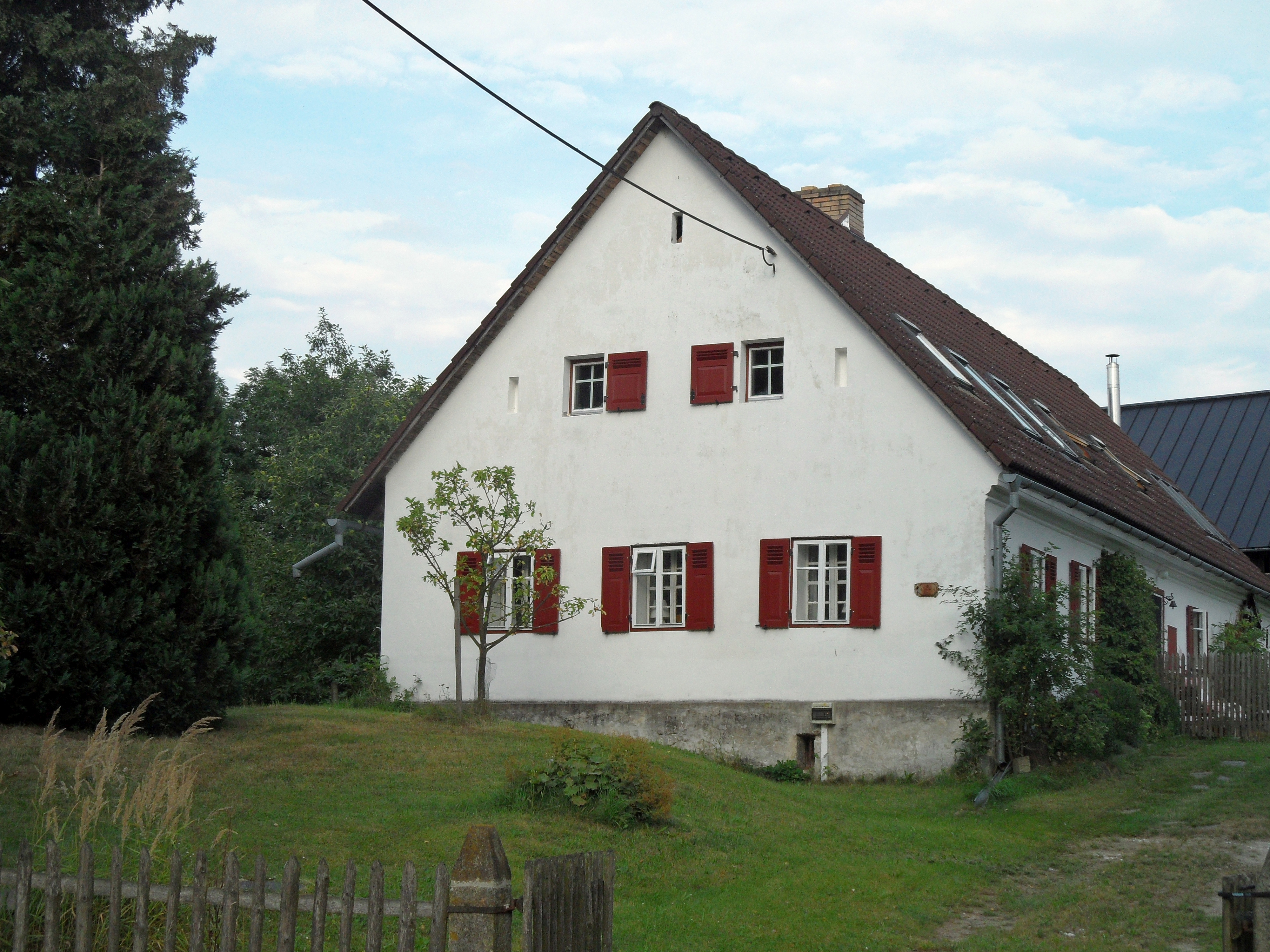
velký dům
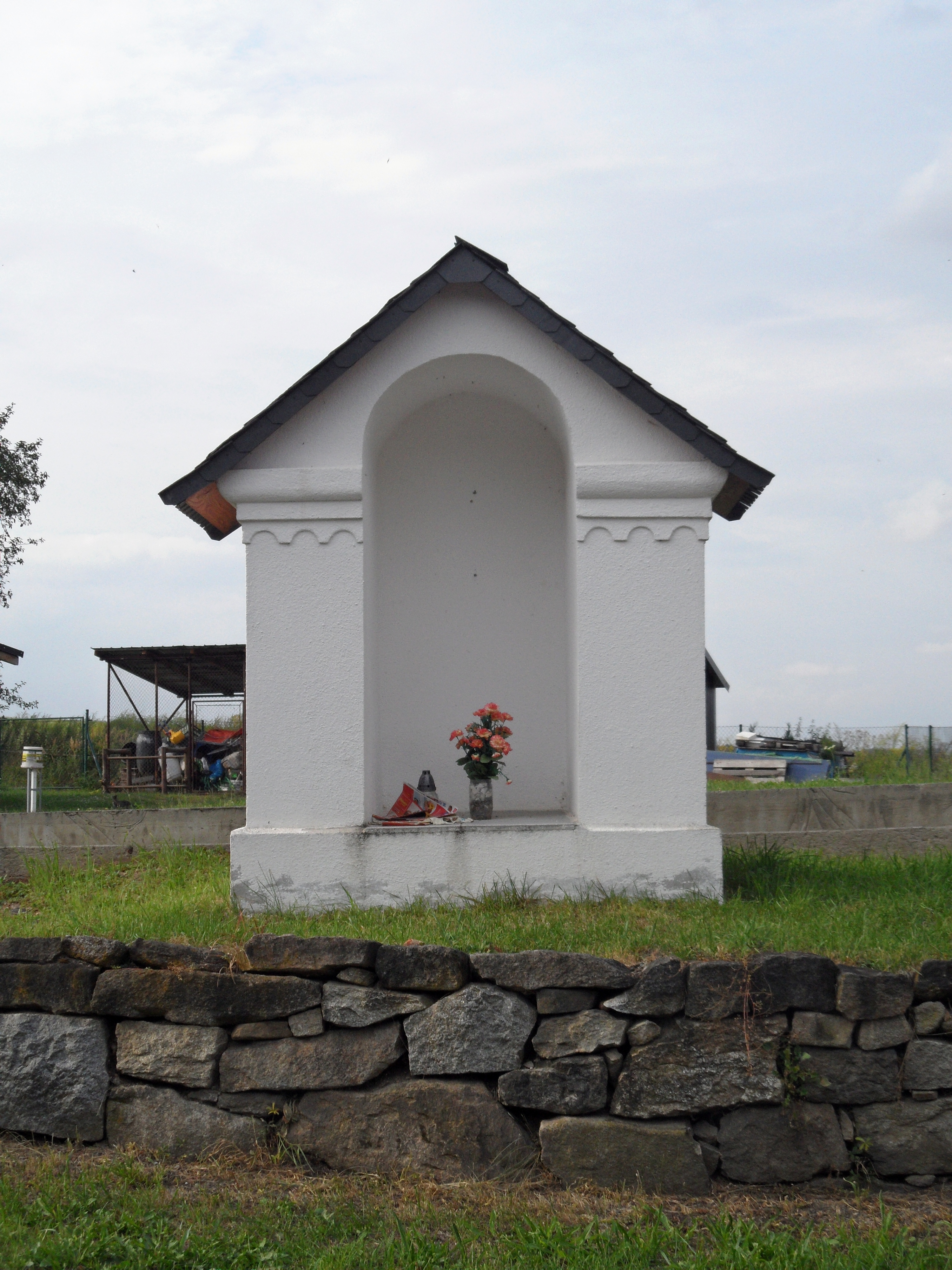
boží muka
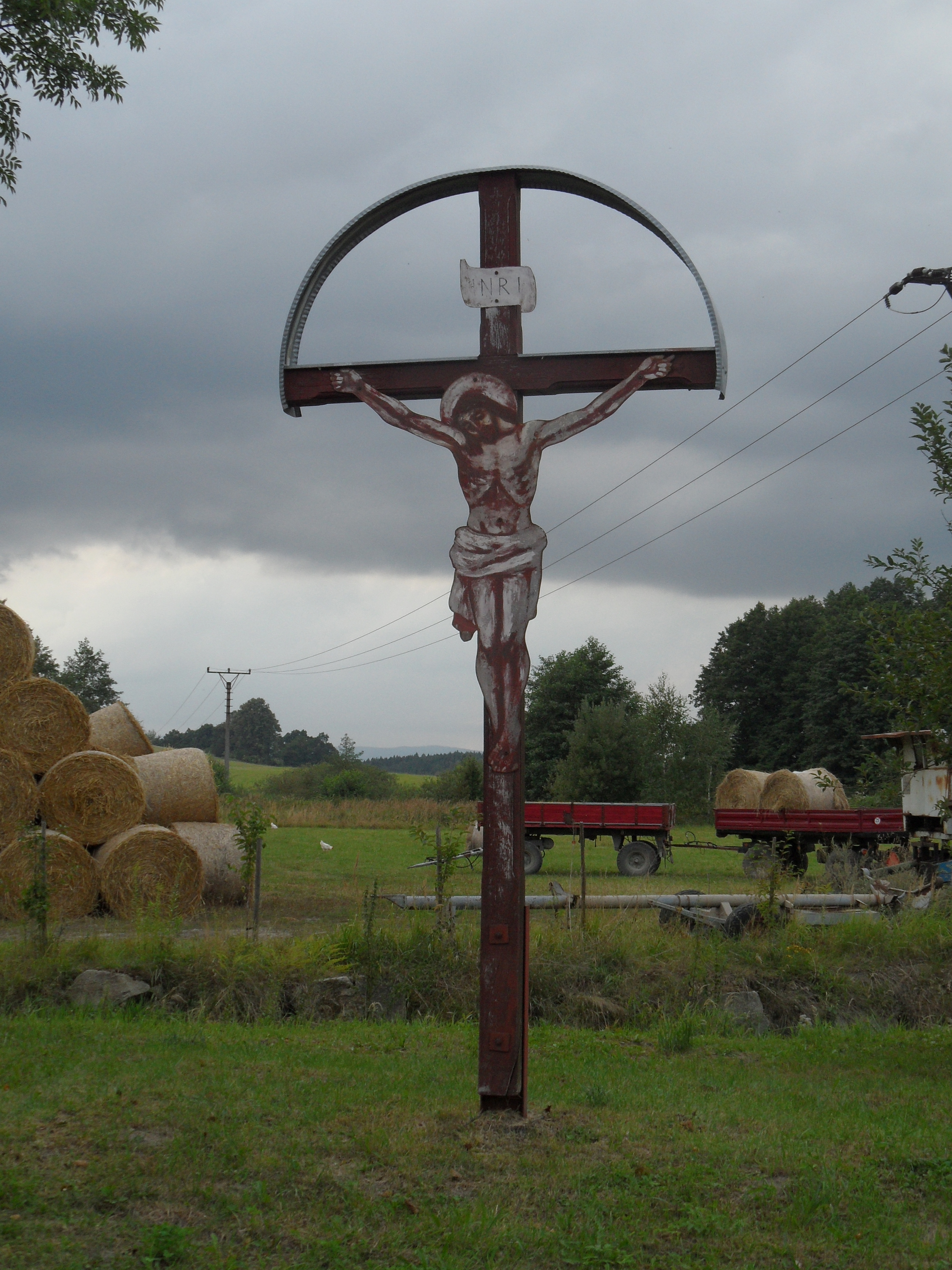
křížek
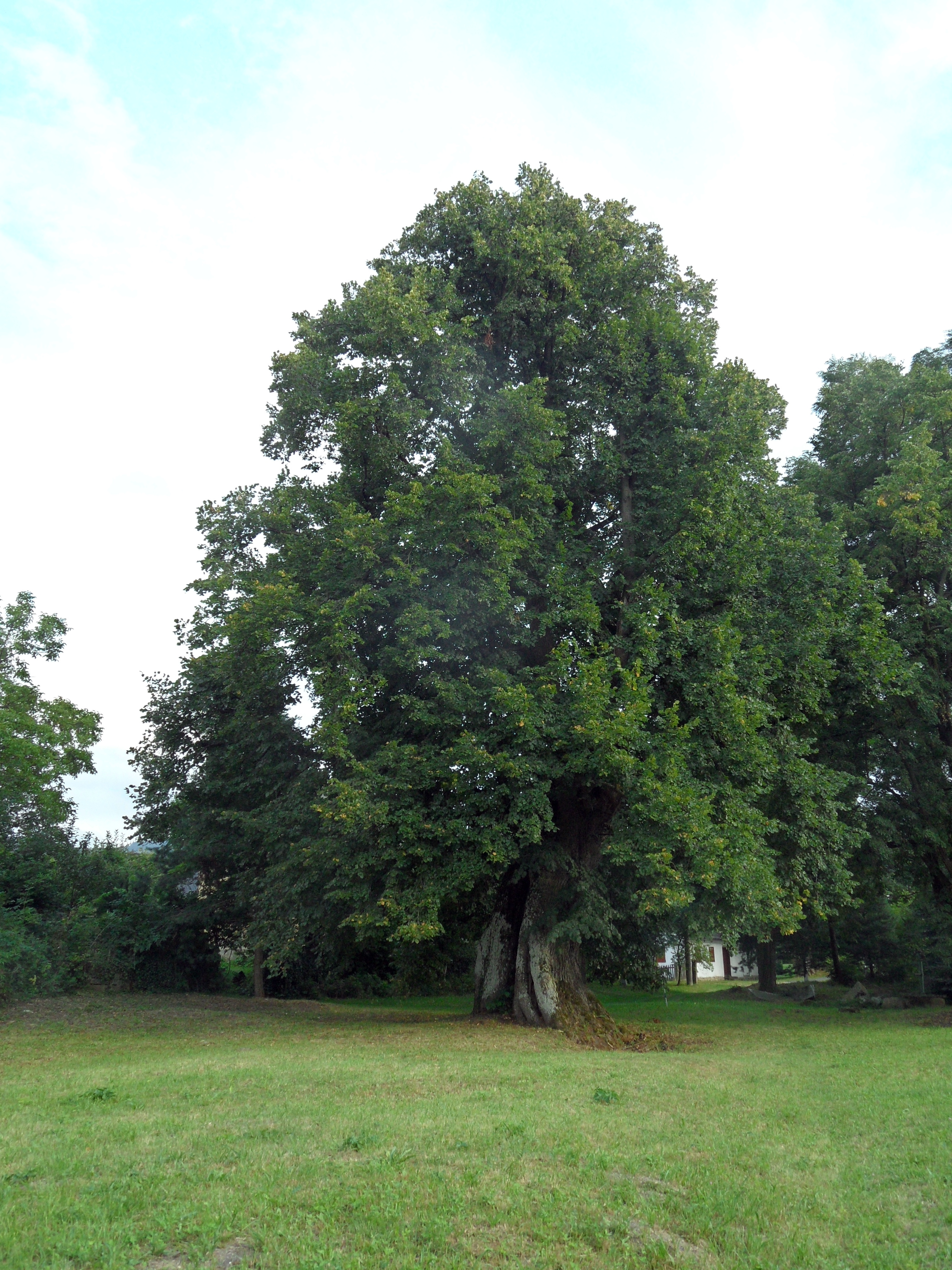
lípa u šilhavé báby